# Битка при Карапанова кория
Битката при Карапанова колия е четвърто сражение между четата на Хаджи Димитър и Стефан караджа срещу 2000 османска армия.
Продължавайки пътя си към Балкана през цялата вечер, ранно сутринта четата достига селата Долна Липница и Патешница. След съвещание на ръководството е избрана позиция на Карапановата колия. Мястото има редица предимства в доминиращо положение спрямо околната местност.
Рано сутринта четата е забелязана от турски селянин който оповестява османските власти.
Хаджи Димитър се обръща със слово към четниците:
| „ | Братя! Неприятелят вече настъпва. Той е силен много повече от нас, но нова ни е безразлично. Нашата цел не е да превземем Търново или Цариград, но да умрем за свободата на народа си, да турим основа на бъдещето! Прочее, кураж! Удряйте, додето можете! Днешният ден ще бъде паметен не само за нас, но и за целия български народ! | “ |

Отново се води еднодневен бой като четниците са обкръжени от 2-хилядна османска армия която постепенно увеличава в брой с течение на времето. Добрата организация на четата не позволява на османските части да направят пробив и всички тяхни нападения са отблъснати. С настъпването на вечерта се прекратяват военните действия. Използвайки пролуки, четата  се промъква незабелязана от турските стражи и поема към Стара планина.